# هاشم حسيني بوشهري
السيد هاشم حسيني بوشهري (بالفارسية: هاشم حسيني بوشهري) هو رجل دين إيراني من الشيعة الاثني عشرية الذي ولد في عام 1956 في بندر دير، مقاطعة بوشهر. حسيني بوشهري هو ممثل مقاطعة بوشهر في جمعية الخبراء؛ وهو أيضا الإمام المؤقت لصلاة الجمعة في قم.

## الحياة
ولد سيد هاشم حسيني بوشهري في بردخون. كان والده رجل دين ومزارع. كانت والدته ابنة عالم إسلامي شيعي. ذهب حسيني بوشهري إلى حوزة بعد اجتياز مدرسته الابتدائية. بدأ تعليمه في المدرسة الدينية في مدرسة الحوزة في بوشهر، ثم ذهب إلى مدرسة قم.

## وصلات خارجية
- ولاية الفقيه